# Королівська битва (2019)
Королівська битва (2019) (анґл. Royal Rumble (2019)) — це щорічне pay-per-view-шоу, яке проводить федерація реслінґу WWE. Шоу відбулося 27 січня 2019 року на арені Чейз-філд у місті Фінікс, штат Аризона, США. Це тридцять друге шоу в історії «Королівської битви».